# Róbert Rák
Róbert Rák (Rimavská Sobota, 15 januari 1978) is een betaald voetballer actief in het hoogste Slowaakse voetbalniveau, de Corgoň Liga, spelend voor FC Nitra. Rák was twee keer topscorer van de Corgoň Liga; de eerste keer in het seizoen 2005/06 met 21 doelpunten, in dat seizoen maakte ook Erik Jendrišek 21 doelpunten. De tweede keer in het seizoen 2009/10 met 18 doelpunten.